# Anouar Ben Naceur
Pour les articles homonymes, voir Naceur.
Anouar Ben Naceur (arabe : انور بن ناصر), né le 22 août 1983, est un nageur tunisien.

## Carrière
Anouar Ben Naceur remporte aux Jeux africains de 2003 à Abuja la médaille d'argent sur 400 mètres nage libre et la médaille de bronze sur 200 mètres papillon.
Il participe aux Jeux olympiques d'été de 2004 à Athènes, où il est éliminé en séries du 200 mètres nage libre.
Il est médaillé d'argent du relais 4 × 200 mètres nage libre aux championnats d'Afrique 2006 à Dakar.